# Strange Planet
Strange Planet ist eine australische Filmkomödie aus dem Jahr 1999. Regie führte Emma-Kate Croghan, die gemeinsam mit Stavros Kazantzidis auch das Drehbuch schrieb.

## Handlung
Der Film zeigt das Leben von drei in einem Haus in Sydney lebenden Frauen – Judy, Alice und Sally – zwischen einem Neujahrstag und dem nächsten Neujahrstag. Die Frauen unterhalten Beziehungen mit Männern, von denen einige verheiratet und andere viel älter als sie selbst sind. Dazu gehören der Jurist Neil und der als Frauenheld geltende Ewan, dessen frühere Partnerin schwanger wurde.

## Kritiken
Derek Adams schrieb in der Zeitschrift TimeOut London, der Film sei eine romantische Ensemble-Komödie, die klug, aber niemals besser als halbwegs gelungen sei. Er habe viel Energie, Croghan beweise jedoch, dass das Drehen der Komödien nicht so flott gehe wie jene von Woody Allen wirken würden. Seine einzige wahre Überraschung sei, wie lange es dauere, bis sich zum Ende feste Paare bilden würden.
Die Redaktion von Channel 4 Film schrieb, der in den „schicken“ Drehorten Sydneys angesiedelte Film biete ein „gut beobachtetes, scharfes“ Drehbuch und eine „nette Ansicht“ über die Probleme der Erwachsenen.

## Auszeichnungen
Emma-Kate Croghan wurde im Jahr 1999 für das Bronzene Pferd des Stockholm Film Festivals nominiert.

## Hintergründe
Die Weltpremiere fand am 7. Oktober 1999 in Australien statt. Am 20. November 1999 wurde der Film auf dem argentinischen Mar del Plata Film Festival gezeigt.